# Tjugofyrasju
Tjugofyrasju är ett politiskt parti startat 2020 och aktivt i Varbergs kommun. Partiet tog två mandat i kommunen vid kommunalvalet 2022. Deras profilfrågor är "bryt nedskärningarna, bygg billiga hyresrätter och halvera antalet chefer inom kommunen"